# Le Donzeil
Le Donzeil este o comună în departamentul Creuse din centrul Franței. În 2009 avea o populație de 168 de locuitori.

## Evoluția populației
| An        | 1975 | 1982 | 1990 | 1999 | 2006 | 2009 |
| --------- | ---- | ---- | ---- | ---- | ---- | ---- |
| Populație | 238  | 210  | 197  | 188  | 160  | 168  |